# Cannula
Cannula is een geslacht van rechtvleugeligen uit de familie veldsprinkhanen (Acrididae). De wetenschappelijke naam van dit geslacht is voor het eerst geldig gepubliceerd in 1906 door Bolívar.

## Soorten
Het geslacht Cannula omvat de volgende soorten:
- Cannula gracilis Burmeister, 1838
- Cannula karschi Kirby, 1910
- Cannula vestigialis Roy, 2003